# یواس‌اس اوکلاکان (ای‌اوجی-۳۳)
یواس‌اس اوکلاکان (ای‌اوجی-۳۳) (به انگلیسی: USS Ochlockonee (AOG-33)) یک کشتی بود که طول آن 220 ft 6 in بود. این کشتی در سال ۱۹۴۴ ساخته شد.